# S100A12
S100A12 (англ. S100 calcium binding protein A12) – білок, який кодується однойменним геном, розташованим у людей на короткому плечі 1-ї хромосоми.  Довжина поліпептидного ланцюга білка становить 92 амінокислот, а молекулярна маса — 10 575.
| 10         |  | 20         |  | 30         |  | 40         |  | 50         |
| ---------- |  | ---------- |  | ---------- |  | ---------- |  | ---------- |
| MTKLEEHLEG |  | IVNIFHQYSV |  | RKGHFDTLSK |  | GELKQLLTKE |  | LANTIKNIKD |
| KAVIDEIFQG |  | LDANQDEQVD |  | FQEFISLVAI |  | ALKAAHYHTH |  | KE         |

A: Аланін

D: Аспарагінова кислота

E: Глутамінова кислота

F: Фенілаланін

G: Гліцин

H: Гістидин

I: Ізолейцин

K: Лізин

L: Лейцин

M: Метіонін

N: Аспарагін

Q: Глутамін

R: Аргінін

S: Серин

T: Треонін

V: Валін

Кодований геном білок за функціями належить до антибіотиків, антимікробних білків, фунгіцидів. 
Задіяний у таких біологічних процесах як імунітет, вроджений імунітет, запальна відповідь. 
Білок має сайт для зв'язування з іоном міді, іонами металів, іоном цинку, іоном кальцію. 
Локалізований у клітинній мембрані, цитоплазмі, цитоскелеті, мембрані.
Також секретований назовні.